# 파비앵 질로
파비앵 피에르 오렐리앵 도미니크 질로(프랑스어: Fabien Pierre Aurélien Dominique Gilot , 1984년 4월 27일 ~ )는 프랑스의 수영 선수이다. 2012년 런던 올림픽에서 금메달을 수상했다.